# Fluosol
Fluosol es un compuesto empleado en la cirugía sin sangre el cual es de color lechoso. Se compone de perfluorodecalina o perfluorotributilamina en Fluosol-DA y Fluosol-43 respectivamente, fluorocarbonos suspendidos en una emulsión de albúmina. Se desarrolló en Japón y primero fue probada en Estados Unidos en 1982 en pacientes que rechazaron transfusiones sanguíneas por motivos religiosos.El fluosol sirve como solvente del oxígeno, sin embargo, es necesario "cargar" suficientes cantidades de oxígeno, por lo que el paciente deberá respirar oxígeno puro mediante una máscara o ser colocado en una cámara hiperbárica. Mientras que unos lo apoyan como terapia para infarto agudo de miocardio, intoxicación por monóxido de carbono y anemia de células falciformes, otras investigaciones lo señalan como posible depresor del sistema inmunitario.
Debido a su baja viscosidad puede ser usado en casos de estenosis
El fluosol es el único sustituto de la sangre aprobado a la fecha FDA (Administración de Alimentos y Medicamentos) de los Estados Unidos para su uso médico en el sistema circulatorio (New Drug Application N860909, 1989). La FDA y entidades de otros ocho países aprobaron el fluosol para angioplastia cardíaca pero no como sustituto de las transfusiones sanguíneas. Este procedimiento demuestra reducir la oxigenación miocardial llevando a elevación segmentada ST en ECG, angina, y fraccionamiento de ejecución reducidas. El uso del fluosol reduce los síntomas y permite mayorres períodos de tiempo en angioplastia cardíaca.
Entre 1989 y 1992, el fluosol fue empleado en más de 40,000 pacientes humanos. Debido a la dificultad con las dificultades de almacenamientoi (enfiramiento y posterior calentamiento), su popularidad declinó y su producción finalizó.
El fluosol es asociado con una reducción en complicaciones isquémicas con un incremento de edema pulmonar y fallas congestivas del corazón.